# Dorian Godon
Dorian Godon (* 25. Mai 1996 in Vitry-sur-Seine) ist ein französischer Radrennfahrer.

## Sportlicher Werdegang
Als Junior und in den ersten Jahren in der U23 war Godon vorrangig auf nationaler Ebene unterwegs und konnte sich durch Siege bei kleineren Rennen auszeichnen. In der Saison 2016 bekam er die Möglichkeit, als Stagiaire für das französische UCI WorldTeam Cofidis zu fahren. Bei der Tour du Poitou-Charentes hatte er wesentlichen Anteil an den zwei Etappensiegen von Nacer Bouhanni, als er die Nachführarbeit im Feld erledigte.
Daraufhin erhielt Godon zur Saison 2017 einen Profi-Vertrag beim Team Cofidis, für das er zwei Jahre fuhr. Beim Prolog der Boucles de la Mayenne 2018 erzielte er seinen ersten Erfolg als Profi.
Zur Saison 2019 wechselte Godon zum UCI WorldTeam AG2R Citroën. Für das Team gewann er 2019 erneut den Prolog der Boucles de la Mayenne und 2020 das Eintagesrennen Paris–Camembert. Von 2019 bis 2021 nahm er jedes Jahr an einer Grand Tour teil und beendete diese auch jedes Mal. Seine bisher erfolgreichste Saison hatte er 2021 mit dem Gewinn der Tour du Doubs und einer Etappe der Tour du Limousin sowie der Wiederholung seines Erfolges bei Paris–Camembert. In der Saison 2023 gewann er mit dem Pfeil von Brabant und dem Giro del Veneto gleich zwei Rennen der UCI ProSeries. Im Jahr 2024 folgten bei der Tour de Romandie seine erster Etappensiege in der UCI WorldTour. Zudem entschied er die Punktewertung für sich.
Im Jahr 2025 gewann er einen Abschnitt der Tour des Alpes-Maritimes.

## Erfolge
2018
- Prolog Boucles de la Mayenne

2019
- Prolog und Nachwuchswertung Boucles de la Mayenne

2020
- Paris–Camembert

2021
- Tour du Doubs
- eine Etappe Tour du Limousin
- Paris–Camembert

2023
- Pfeil von Brabant
- Giro del Veneto

2024
- zwei Etappen und Punktewertung Tour de Romandie

2025
- eine Etappe Tour des Alpes-Maritimes
- Französischer Meister – Straßenrennen

## Grand-Tour-Platzierungen
| Grand Tour            | 2019 | 2020 | 2021 | 2022 | 2023 | 2024 | 2025 |
| --------------------- | ---- | ---- | ---- | ---- | ---- | ---- | ---- |
| Giro d’ItaliaGiro     | –    | –    | –    | –    | –    | –    | 84   |
| Tour de FranceTour    | –    | –    | 75   | –    | –    | 82   |      |
| Vuelta a EspañaVuelta | 77   | 38   | –    | –    | 51   | –    |      |